# M88 Armored Recovery Vehicle

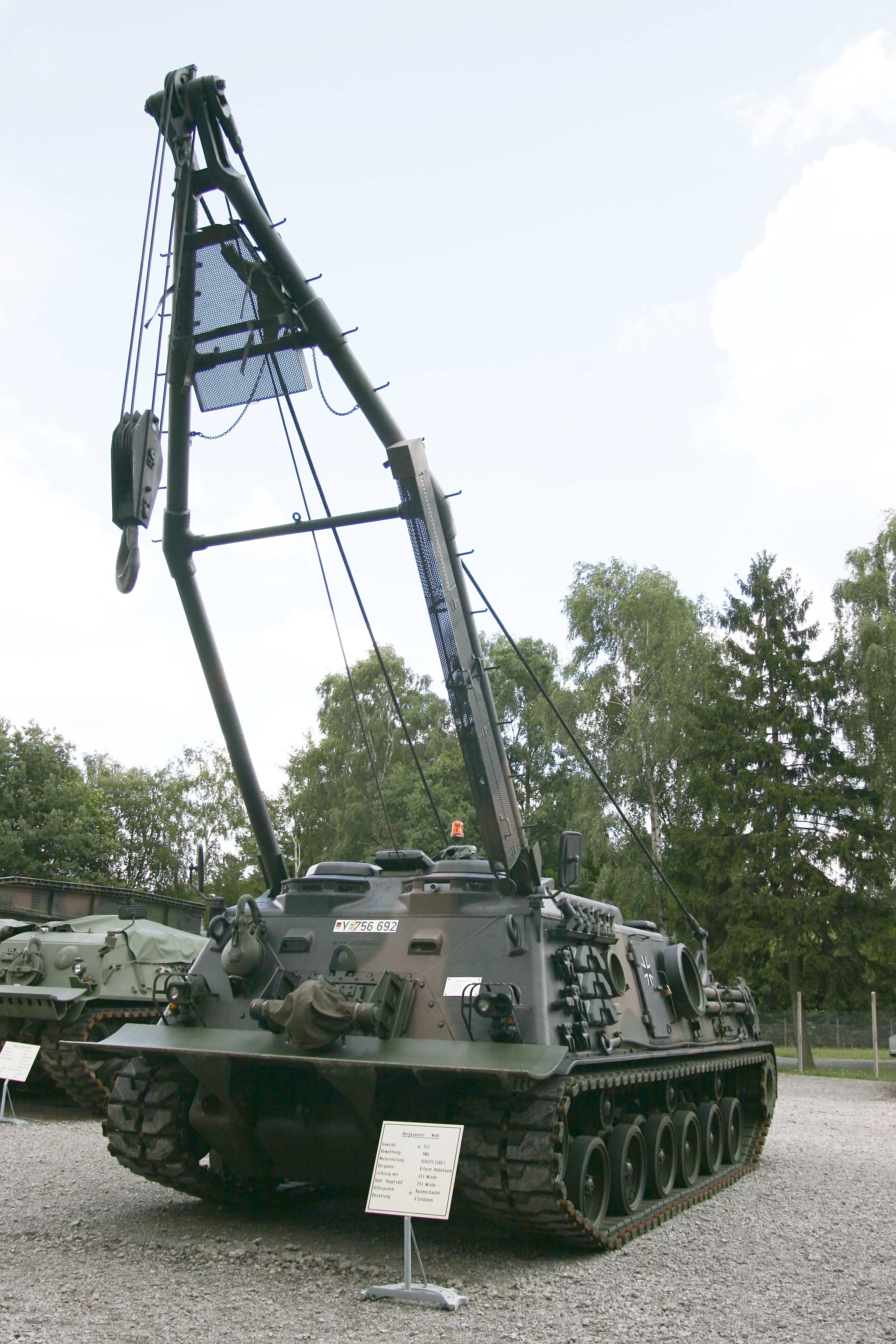
M88 Armored Recovery Vehicle

O M88 Armored Recovery Vehicle é um veículo de recuperação de blindados utilizado primordialmente pelas forças armadas dos Estados Unidos. Construído desde os anos 60, foi produzido em três variantes: o M88, M88A1 e o M88A2 HERCULES (Heavy Equipment Recovery Combat Utility Lifting Extraction System). Foi utilizado em vários conflitos recentes, como a guerra do Vietnã, guerra do Golfo, guerra do Iraque e do Afeganistão.